# Brett Ritchie
Brett Ritchie (né le 1er juillet 1993 à Orangeville dans la province d'Ontario au Canada) est un joueur professionnel canadien de hockey sur glace. Il évolue au poste d'ailier droit.
Son frère, Nick, est également joueur de hockey professionnel.

## Biographie
Il a joué au niveau junior dans la Ligue de hockey de l'Ontario avec le Sting de Sarnia puis les IceDogs de Niagara. Alors qu'il venait de compléter sa deuxième saison chez les juniors, il est choisi par les Stars de Dallas au deuxième tour, 44e rang au total, lors du repêchage d'entrée dans la LNH 2011. 
En 2012-2013, il réalise 76 points, dont 41 buts, en 53 parties avec les IceDogs et est nommé dans la deuxième équipe d'étoiles de la ligue. Durant cette même saison, il commence sa carrière professionnelle avec les Stars du Texas, club-école affilié à Dallas dans la LAH. Lors de la saison 2013-2014, il aide les Stars du Texas à remporter la Coupe Calder après avoir vaincu les IceCaps de Saint-Jean en finale des séries.
En 2014-2015, il fait ses premiers pas dans la LNH et prend part à 31 rencontres avec les Stars de Dallas. En 2016-2017, il parvient à décrocher un poste régulier avec l'équipe de Dallas et joue 78 matchs durant cette saison, récoltant 24 points, dont 16 buts.
Le 3 mars 2023, les Flames de Calgary l'échangent aux Coyotes de l'Arizona avec Connor Mackey contre son frère Nick Ritchie et Troy Stecher.

## Statistiques

### En club
| Saison     | Équipe               | Ligue      |     | Saison régulière | Saison régulière | Saison régulière | Saison régulière | Saison régulière |   | Séries éliminatoires | Séries éliminatoires | Séries éliminatoires | Séries éliminatoires | Séries éliminatoires |
| Saison     | Équipe               | Ligue      | PJ  | B                | A                | Pts              | Pun              | PJ               | B | A                    | Pts                  | Pun                  |                      |                      |
| 2009-2010  | Sting de Sarnia      | LHO        | 65  | 13               | 16               | 29               | 35               | -                | - | -                    | -                    | -                    |                      |                      |
| 2010-2011  | Sting de Sarnia      | LHO        | 49  | 21               | 20               | 41               | 47               | -                | - | -                    | -                    | -                    |                      |                      |
| 2011-2012  | Sting de Sarnia      | LHO        | 23  | 8                | 7                | 15               | 30               | -                | - | -                    | -                    | -                    |                      |                      |
| 2011-2012  | IceDogs de Niagara   | LHO        | 30  | 16               | 14               | 30               | 24               | 20               | 3 | 8                    | 11                   | 16                   |                      |                      |
| 2012-2013  | IceDogs de Niagara   | LHO        | 53  | 41               | 35               | 76               | 40               | 4                | 1 | 3                    | 4                    | 9                    |                      |                      |
| 2012-2013  | Stars du Texas       | LAH        | 5   | 3                | 1                | 4                | 0                | 9                | 2 | 0                    | 2                    | 2                    |                      |                      |
| 2013-2014  | Stars du Texas       | LAH        | 68  | 22               | 26               | 48               | 53               | 13               | 7 | 4                    | 11                   | 10                   |                      |                      |
| 2014-2015  | Stars du Texas       | LAH        | 33  | 14               | 7                | 21               | 40               | 3                | 1 | 1                    | 2                    | 2                    |                      |                      |
| 2014-2015  | Stars de Dallas      | LNH        | 31  | 6                | 3                | 9                | 12               | -                | - | -                    | -                    | -                    |                      |                      |
| 2015-2016  | Stars du Texas       | LAH        | 35  | 14               | 14               | 28               | 26               | 3                | 1 | 1                    | 2                    | 0                    |                      |                      |
| 2015-2016  | Stars de Dallas      | LNH        | 8   | 0                | 1                | 1                | 7                | 2                | 0 | 0                    | 0                    | 0                    |                      |                      |
| 2016-2017  | Stars de Dallas      | LNH        | 78  | 16               | 8                | 24               | 38               | -                | - | -                    | -                    | -                    |                      |                      |
| 2017-2018  | Stars de Dallas      | LNH        | 71  | 7                | 7                | 14               | 42               | -                | - | -                    | -                    | -                    |                      |                      |
| 2018-2019  | Stars de Dallas      | LNH        | 53  | 4                | 2                | 6                | 57               | 1                | 0 | 0                    | 0                    | 2                    |                      |                      |
| 2019-2020  | Bruins de Boston     | LNH        | 27  | 2                | 4                | 6                | 21               | -                | - | -                    | -                    | -                    |                      |                      |
| 2019-2020  | Bruins de Providence | LNH        | 12  | 2                | 2                | 4                | 6                | -                | - | -                    | -                    | -                    |                      |                      |
| 2020-2021  | Flames de Calgary    | LNH        | 32  | 4                | 4                | 8                | 24               | -                | - | -                    | -                    | -                    |                      |                      |
| 2021-2022  | Flames de Calgary    | LNH        | 41  | 3                | 1                | 4                | 29               | 7                | 2 | 0                    | 2                    | 4                    |                      |                      |
| 2022-2023  | Flames de Calgary    | LNH        | 34  | 6                | 2                | 8                | 23               | -                | - | -                    | -                    | -                    |                      |                      |
| 2022-2023  | Coyotes de l'Arizona | LNH        | 16  | 2                | 3                | 5                | 2                | -                | - | -                    | -                    | -                    |                      |                      |
| 2023-2024  | HK Dinamo Minsk      | KHL        | 12  | 2                | 1                | 3                | 10               | 2                | 0 | 0                    | 0                    | 0                    |                      |                      |
| Totaux LNH | Totaux LNH           | Totaux LNH | 391 | 50               | 35               | 85               | 255              | 10               | 2 | 0                    | 2                    | 6                    |                      |                      |

### En équipe nationale
Au niveau international, il a représenté le Canada. Il a joué en sélection jeune.
| Année | Compétition                  |   | PJ | B | A | Pts | Pun      |  | Résultat |
| 2011  | Championnat du monde -18 ans | 7 | 4  | 3 | 7 | 6   | 4e place |  |          |
| 2013  | Championnat du monde junior  | 6 | 1  | 3 | 4 | 2   | 4e place |  |          |

## Trophées et honneurs personnels
- 2012-2013 : nommé dans la deuxième équipe d'étoiles de la LHO.
- 2013-2014 : champion de la Coupe Calder avec les Stars du Texas.